# Clément Bourgue
Pour les articles homonymes, voir Bourgue.
Clément Bourgue, né le 24 octobre 1999 à Avignon, est un tireur sportif français.

## Carrière
Clément Bourgue est sacré champion du monde junior de ball-trap en 2017 à Moscou ; il est la même année médaillé de bronze par équipe junior aux championnats d'Europe de tir à Bakou. En 2018, il est médaillé de bronze par équipe mixte junior en fosse olympique avec Loémy Recasens aux championnats d'Europe de tir à Leobersdorf ; il est dans ces mêmes championnats médaillé d'or en trap par équipe junior et médaillé d'argent en trap individuel junior.
Il est médaillé de bronze en fosse olympique par équipes avec Sébastien Guerrero et Antonin Desert aux Championnats d'Europe de tir plateau 2019 à Lonato del Garda.